# 汉森之屋

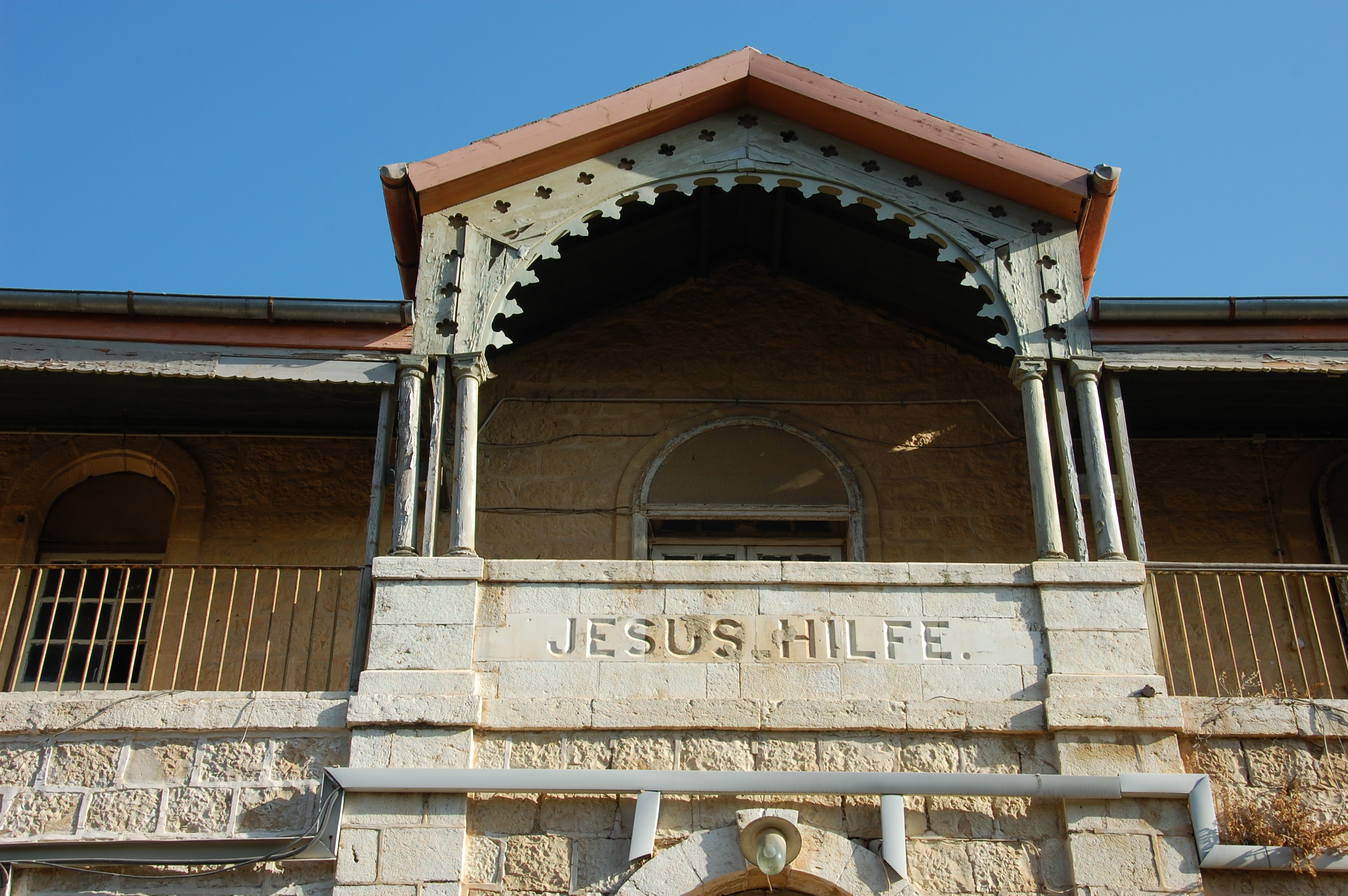

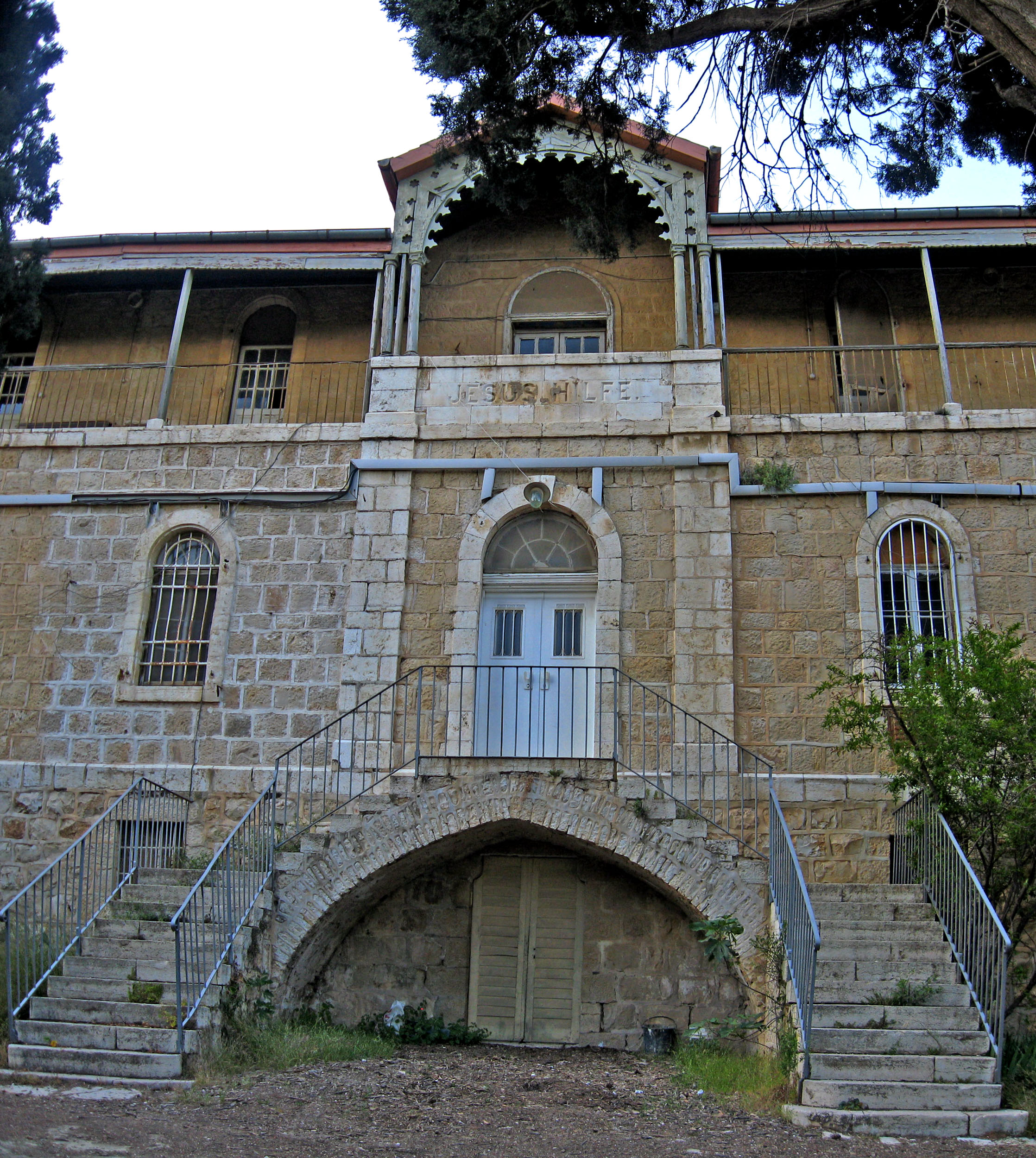

汉森之屋（Hansen House）是耶路撒冷的一座历史建筑，位于该市的塔尔比亚社区，耶路撒冷剧院对面。在19世纪晚期，这里曾经是一个麻风病医院。现已宣布为以色列遗产。

## 历史
汉森之屋由摩拉维亚弟兄会建于1887年，是一个用围墙与周围隔离开来的麻风病院，拥有60个床位。大院内两层的建筑由德国传教士Conrad Schick设计。院内有菜园和果树。 
1950年，摩拉维亚弟兄会将大院出售。2000年，最后一位病人离开了医院。
大院现在是一个艺术展览空间，为比撒列艺术设计学院使用。

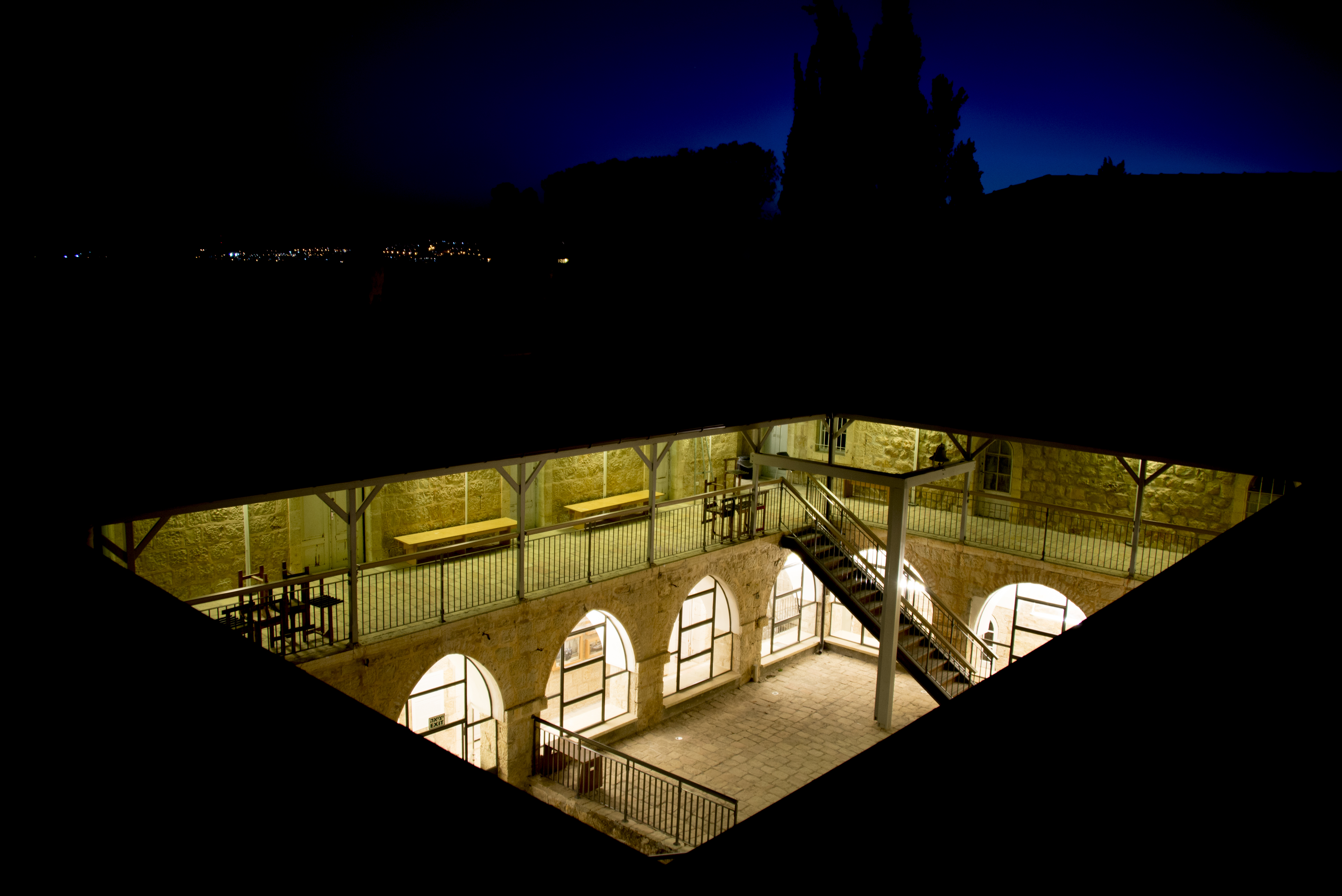
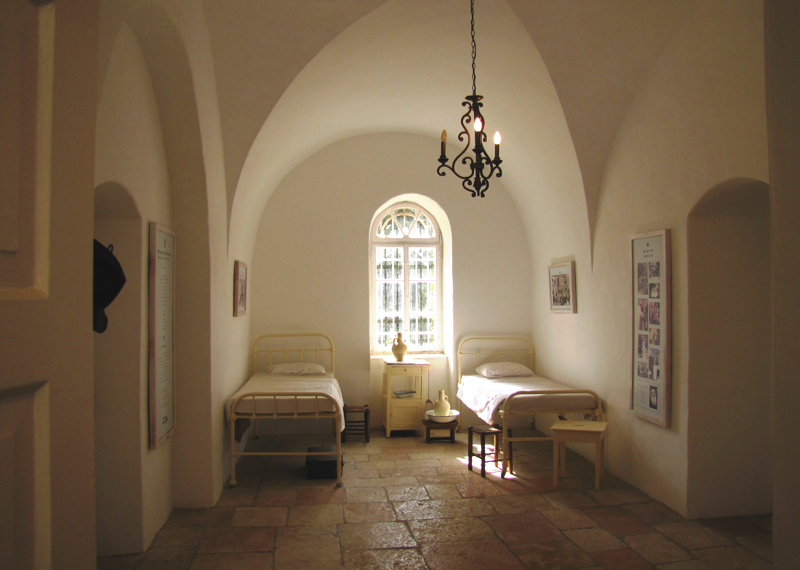